# 제1기동강화여단
제1기동강화여단(1st Maneuver Enhancement Brigade (1st MEB))은 2006년 9월 16일부터 2015년 8월 17일까지 있었던 미국 육군 정규군의 기동강화여단이었다. 루이지애나주 포트 폴크에 주둔하며, 항구적 자유 작전 - 아프가니스탄, 이라크 자유 작전에 참전하고, 2010년 아이티 지진에 인도주의적 구호작전을 도왔다. 표어는 "Enhancing the Warrior Spirit."

## 역사
1962년 7월에 임시기동개선 제1전투지원여단, 특수병력대, 본부로 제정되었고, 1970년 7월 1일에 포트 폴크 본부사령부로 재지정되었다. 그동안 "악마병대여단"의 이름으로 제5보병사단을 지원하였다. 여단은 제588공병대대, 제15후송병원, 제5인사근무중대, 제36의무분견대, 제5보병사단 부사관학교와 그 외 부대를 에속하고 있었다.
2001년 12월 3일, 워리어 여단의 임시 본부 및 본부중대로서 포트 폴크의 합동즉각대응훈련소를 지원하는 임무을 수행하였다.
2006년 1월 3일, 정규군 소속 제1전투지원여단으로 제정되어 6월 1일에 임시로 가동되었고, 그 해 9월 16일에 여단이 정식으로 가동되었다. 모듈러 지원여단 편제 중의 하니인 기동강화여단을 적용받아 2008년 2월 1일에 제1기동강화여단으로 재편성되었다. 그 해 6월부터 약 1년 3월간 항구적 자유 작전 - 아프가니스탄 전개에 따라 아프가니스탄에 배치되었다. 여단은 바그람 비행장에 본부를 설치하고, 프랑스 대대와 파르반주 지역재건팀의 전술지휘소 역할을 수행하였다.
2015년 2월 23일, 미국 육군 역사관의 특별지정으로 수호자(Guardian) 여단으로 별명이 지정되었다. 8월 17일, 여단이 해산하였다. 마지막까지 예속했던 제46공병대대와 제519헌병대대는 각각 포트 브래그의 제20공병여단, 제16군사경찰여단으로 전속하였다.

## 산하 부대

여단에 소속했던 부대의 문장
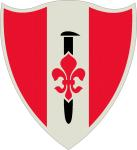
제46공병대대
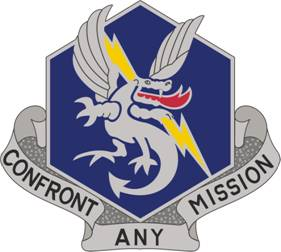
제83화학대대
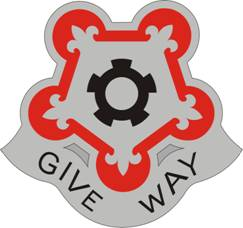
제88여단지원대대
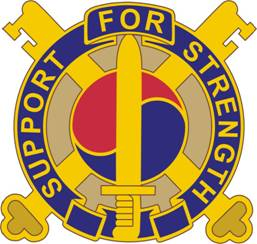
제142전투유지지원대대
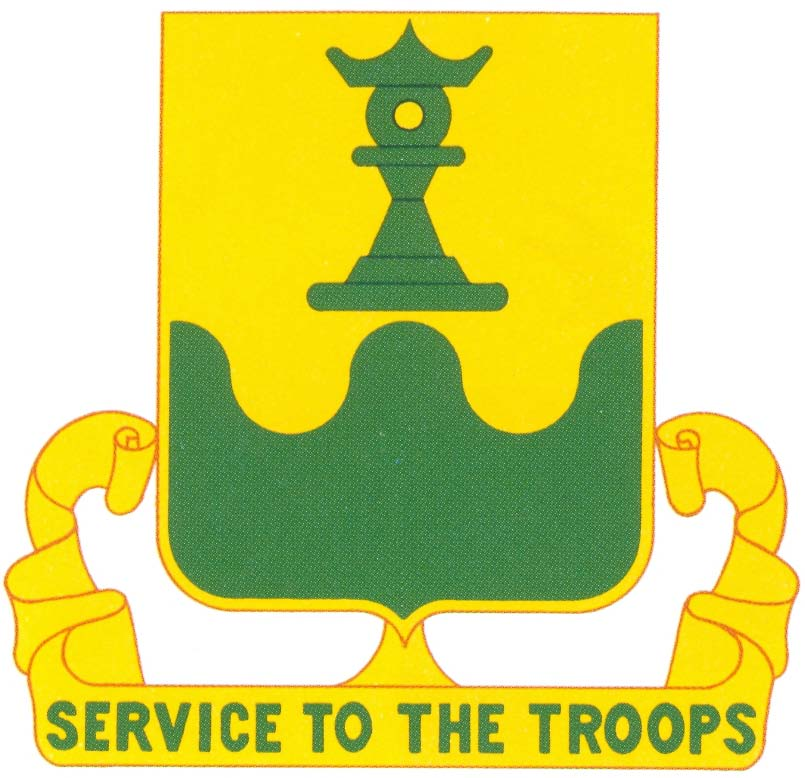
제519헌병대대

## 기록

### 소속
1. 미국 육군 전력사령부, 2007년 9월 16일

### 계보
- 2006년 1월 3일, Headquarters and Headquarters Company, 1st Combat Support Brigade
정규군 배정
→제1전투지원여단, 본부 및 본부여단
- 2008년 2월 1일, Headquarters and Headquarters Company, 1st Maneuver Enhancement Brigade
→제1기동강화여단, 본부 및 본부여단

### 참전
| 스트리머          | 내역             | 명령서                               |
| ----------------- | ---------------- | ------------------------------------ |
| 아프가니스턴 전쟁 | 통합 제2(II)단계 | 영구명령 제148-14호, 2015년 5월 28일 |

### 스트리머
| 스트리머          | 내역                                            | 명령서                                |
| ----------------- | ----------------------------------------------- | ------------------------------------- |
| 육군 공로부대표창 | 아프가니스탄, 2008년 ~ 2009년                   | 영구명령 제025-01호, 2010년 1월 25일  |
| 육군 우수부대표창 | 아프가니스탄, 2011년 10월 1일 ~ 2013년 9월 30일 | 영구명령 제350-09호, 2015년 12월 16일 |

## 참고 자료
- “Headquarters and Headquarters Company, 1st Maneuver Enhancement Brigade” (영어). 미국 육군 역사관. 2010년 12월 23일. 2019년 11월 26일에 확인함.